# Th. Schneider

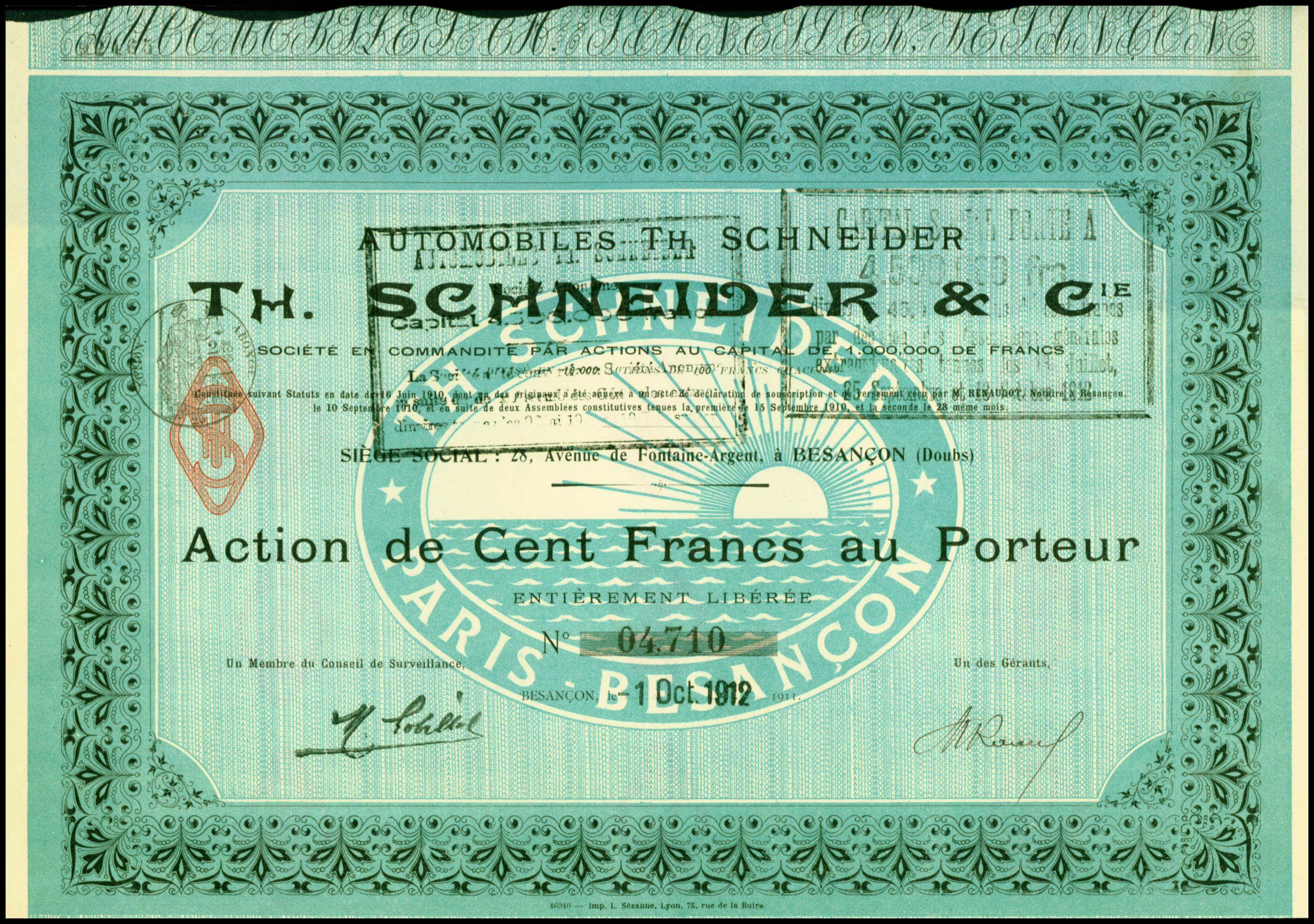
Aktie über 100 Francs der Automobiles Th. Schneider & Cie vom 1. Oktober 1912

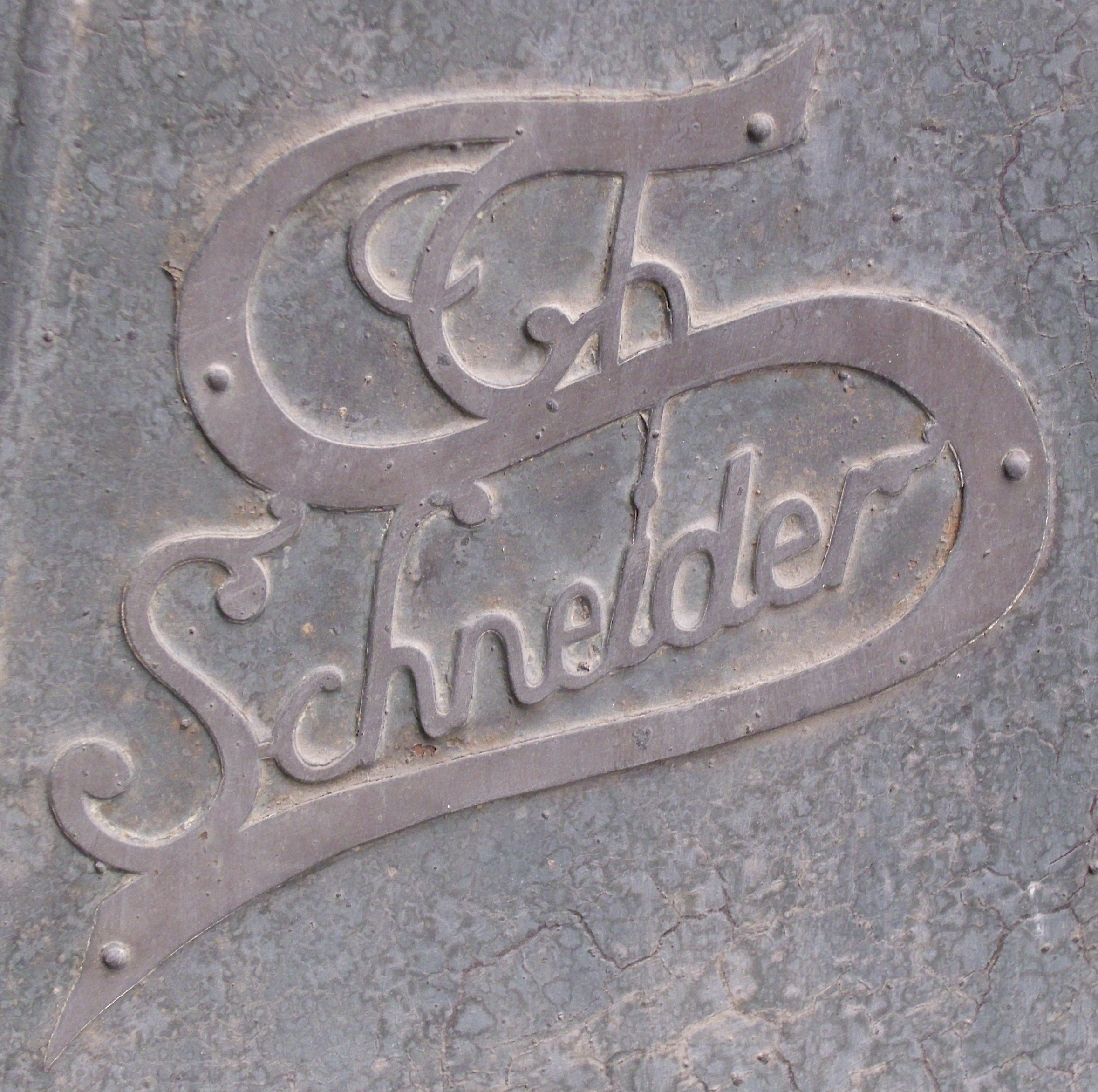
Schriftzug auf Motorgehäuse

Automobiles Th. Schneider war ein französischer Hersteller von Automobilen und Traktoren.

## Unternehmensgeschichte
Théophile Schneider (1862–1932), einer der Gründer von Rochet-Schneider, gründete 1910 in Besançon das Unternehmen zur Produktion von Autos. Der Markenname lautete Th. Schneider. Gelegentlich wurden die Fahrzeuge auch als Théo Schneider und Théophile Schneider bezeichnet. Technischer Direktor war bis 1923 Louis Ravel, der zuvor Automobiles Louis Ravel leitete. Die jährliche Produktion betrug in den Jahren bis 1914 etwa 200 Fahrzeuge. 1929 endete die Automobilproduktion. Traktoren wurden noch bis 1939 hergestellt und unter dem Markennamen SADIM angeboten.

## Fahrzeuge
Es wurden überwiegend Modelle mit ventillosen Vierzylinder- und Sechszylindermotoren hergestellt, die bis 1914 auch in Rennen eingesetzt wurden. 1914 bestand das Angebot aus sieben Vierzylindermodellen mit Hubräumen zwischen 1800 cm³ und 6100 cm³ sowie einem Sechszylindermodell mit 3200 cm³.
Nach dem Ersten Weltkrieg wurden die bisherigen Modelle weiter produziert, darunter das Modell 10 CV von 1922 mit 2000 cm³ Hubraum. 1926 folgte ein Kleinwagen mit 1170 cm³ Hubraum, VL (voiture légère) genannt. Ein Vierzylindermotor der 26 HP hatte 5501 cm³ Hubraum mit 96 mm Bohrung und 190 mm Hub. Ein Wagen fuhr beim Grand Prix mit einer sportlichen Karosserie. Der 12 HP hatte einen Vierzylindermotor mit 2474 cm³ Hubraum mit 70 mm Bohrung und 140 mm Hub. Ein anderer Vierzylindermotor der 14 HP hatte 2993 cm³ Hubraum mit 82,5 mm Bohrung und 140 mm Hub. Die maximale Leistung wurde bei 1500/min erreicht. Der Radstand betrug 3160 mm, die Spurweite 1400 mm. Das Fahrzeug hatte eine Gesamtlänge von 4350 mm. Der Tankinhalt betrug 40 Liter. Der Verbrauch lag bei etwa 14 Liter auf 100 km. Das Getriebe hatte 4 Gänge. Der 18 HP hatte einen Vierzylindermotor mit 4632 cm³ Hubraum mit 96 mm Bohrung und 160 mm Hub. Der 18-HP-Sechszylindermotor hatte 3711 cm³ Hubraum mit 75 mm Bohrung und 140 mm Hub.
Fahrzeuge dieser Marke sind im Museo de Historia de la Automoción in Salamanca und im Musée Henri Malartre in Rochetaillée-sur-Saône zu besichtigen.

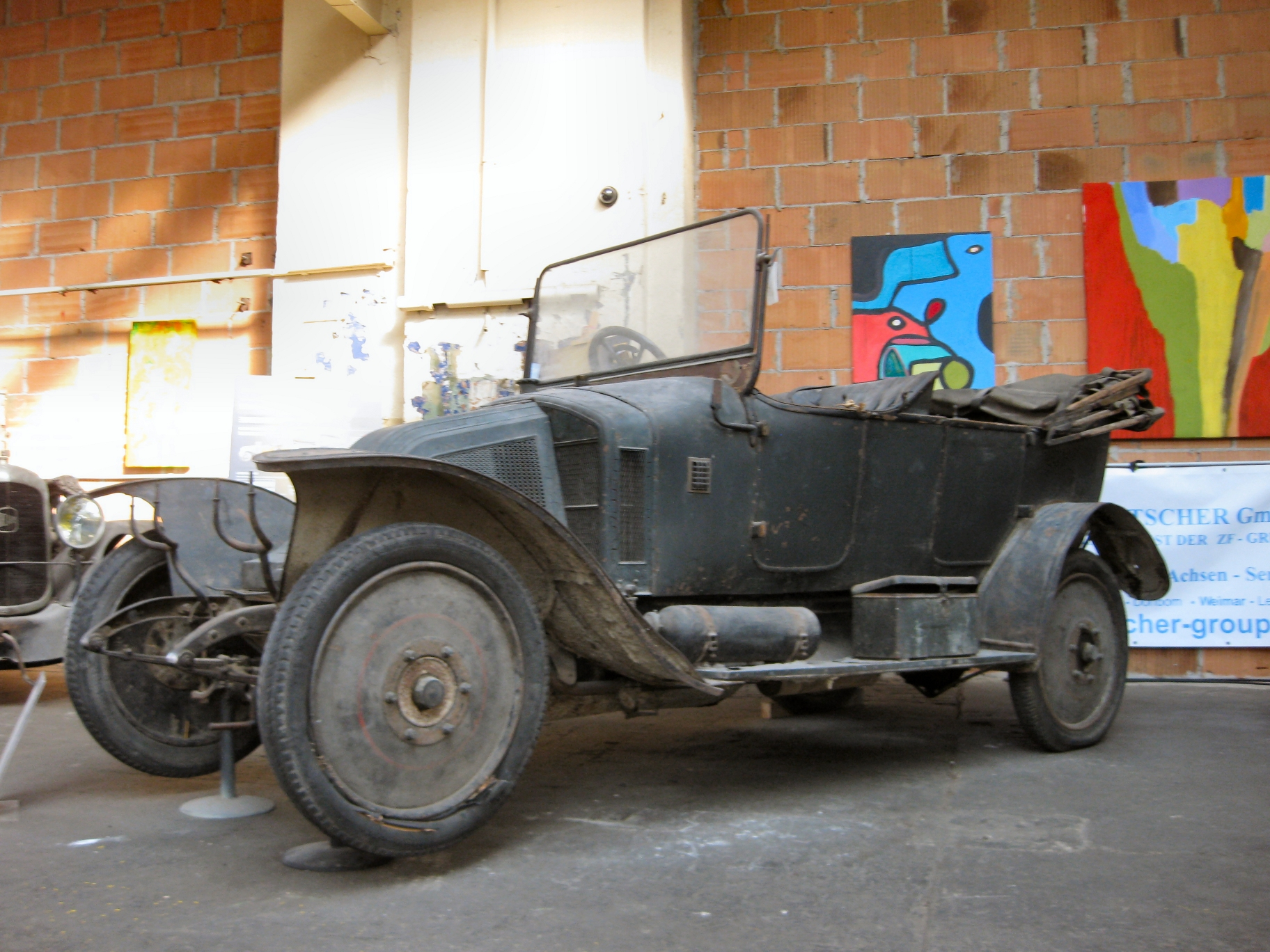
Th. Schneider 13900 (1912)
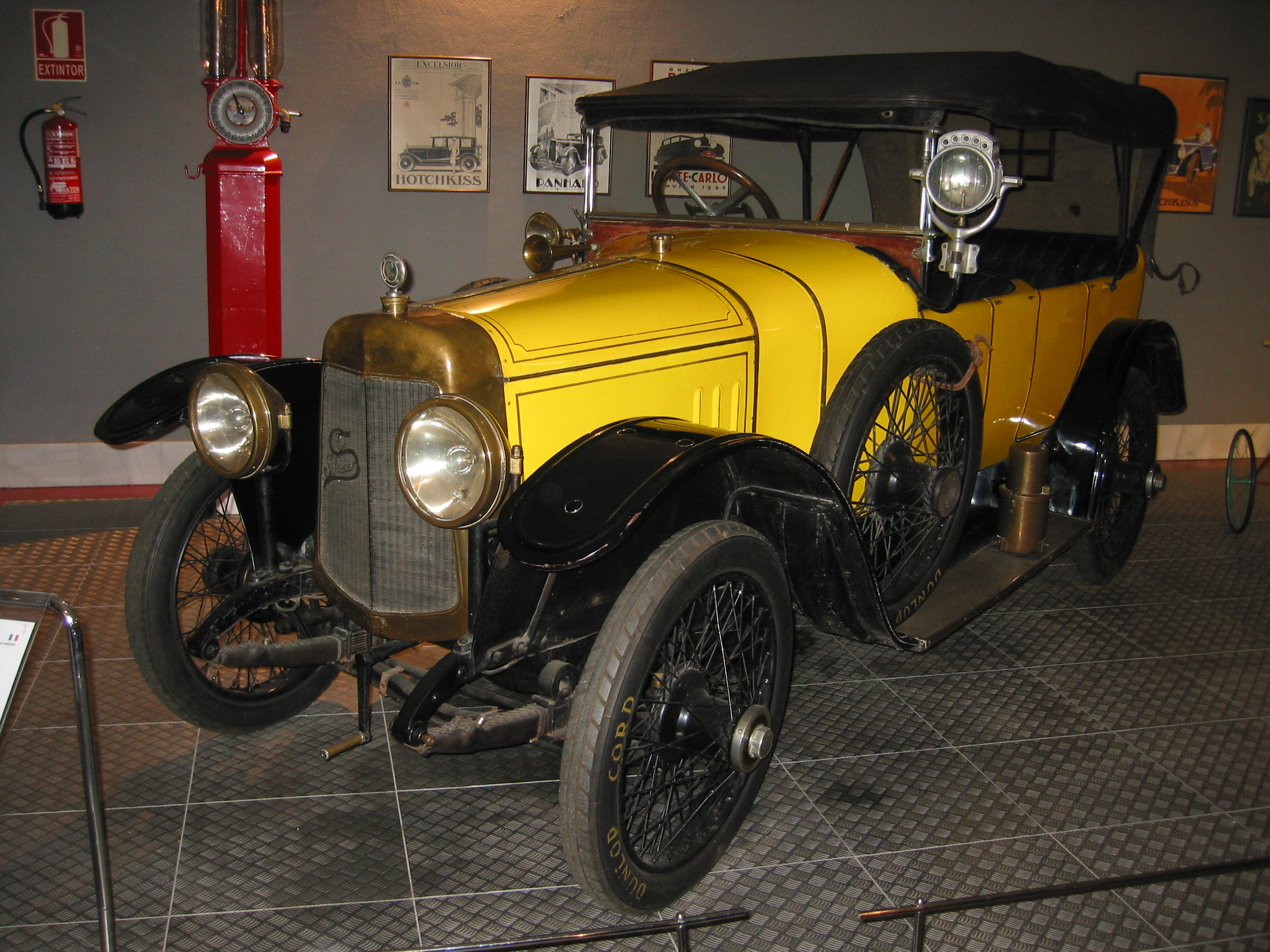
Th. Schneider (1922)
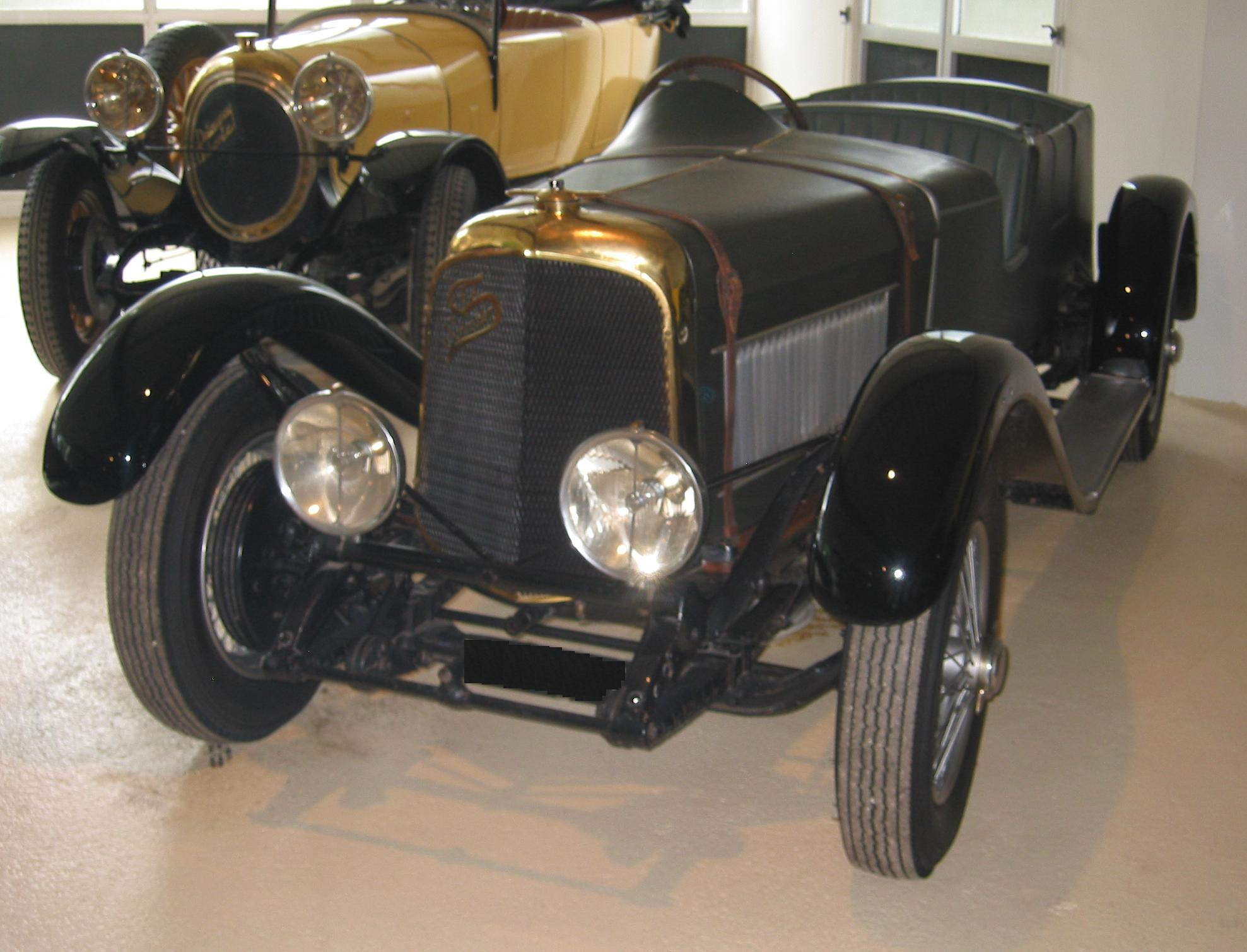
Th. Schneider (1926)